# Jean Rudolf von Salis

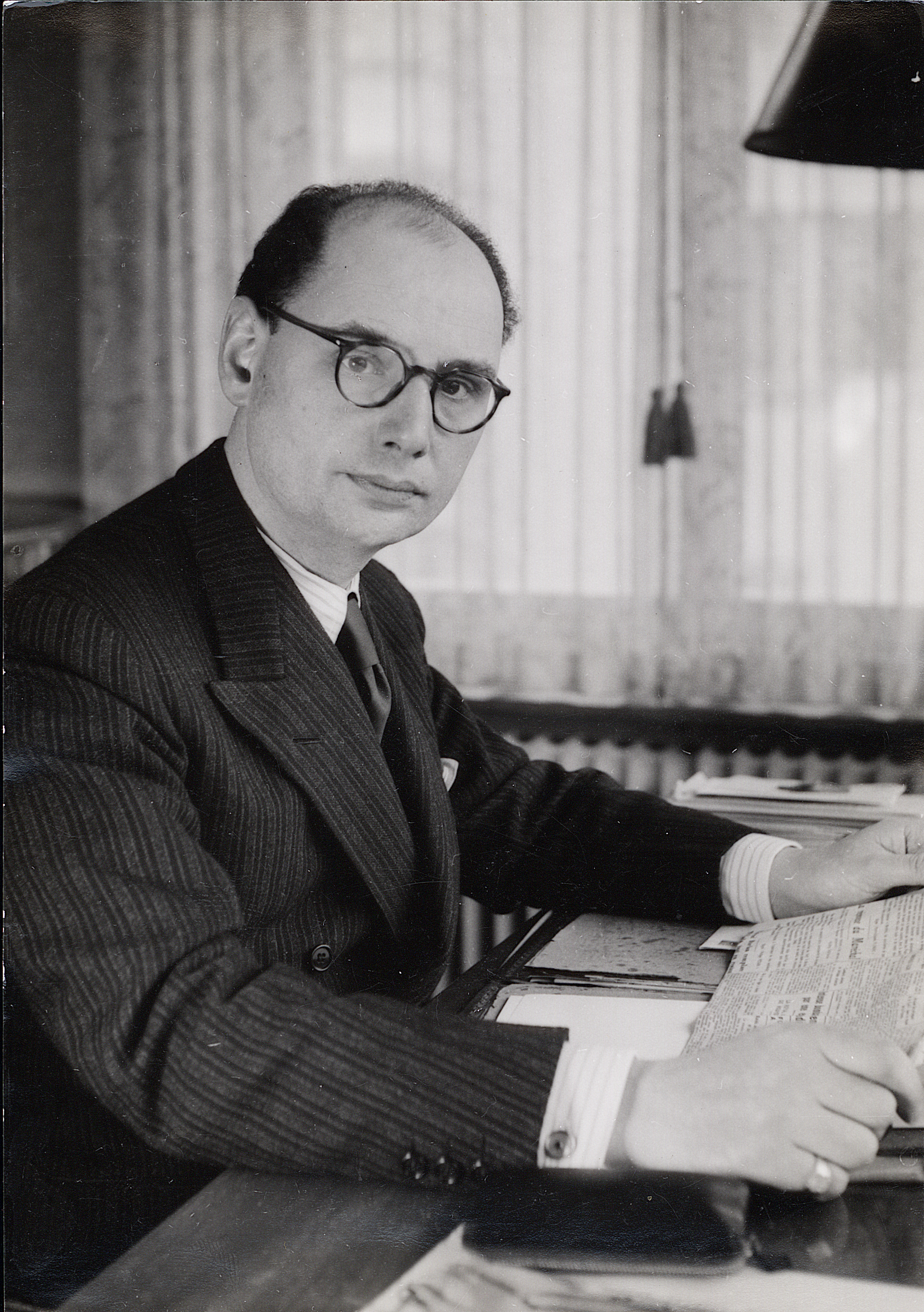
Jean Rudolf von Salis

Jean Rudolf von Salis (* 12. Dezember 1901 in Bern; † 14. Juli 1996 in Brunegg) war ein Schweizer Historiker, Schriftsteller und Publizist.

## Leben
Jean Rudolf von Salis entstammte dem Bündner Uradelsgeschlecht von Salis aus der Linie Soglio. Er war ein Sohn des Berner Arztes Adolf von Salis und der Marie Pauline geb. Hünerwadel (aus einer Lenzburger Patrizierfamilie, die seit 1815 das Schloss Brunegg bei Lenzburg im Aargau besass, welches Jean Rudolf von Salis 1945 erbte). Er wuchs zweisprachig (deutsch/französisch) in Bern auf, geprägt vom Milieu des alten Berner Patriziats. Nach seiner Gymnasialzeit in Bern studierte er Geschichte in Montpellier, Berlin, Bern und Paris. Von 1925 bis 1935 lebte er in Paris und arbeitete unter anderem als Korrespondent für die Schweizer Zeitungen Der Bund und Die Weltwoche. 1935 kehrte er in die Schweiz zurück und trat den Lehrstuhl für Geschichte an der ETH Zürich an, den er in den folgenden 33 Jahren innehatte.
Nach zweijähriger «Abstinenz» vom Journalismus ergriff von Salis 1938 wieder in verschiedenen Schweizer Zeitungen das Wort. Als die Schweiz unter einer innen- und aussenpolitischen Zerreissprobe stand, plädierte er für Vernunft, emotionale Distanz, «Stillesitzen» und für die schweizerische Neutralität. Da er sich journalistisch im Sinne der Staatsräson bewiesen hatte, betraute ihn Bundesrat Marcel Pilet-Golaz 1940 mit der heiklen Aufgabe der aussenpolitischen Berichterstattung aus dem Studio Zürich des Landessenders Beromünster.
Von Salis wurde während des Zweiten Weltkrieges mit seiner wöchentlichen Sendung Weltchronik über Radio Beromünster weit über die Schweiz hinaus als einer der ganz wenigen unzensierten deutschsprachigen Kommentatoren des aktuellen Zeitgeschehens bekannt. Seine freitags gesendeten Berichte waren in ruhigem, verständlich erläuterndem, sachlichem Ton verfasst. Trotz der bundesrätlichen Pressezensur gelang es ihm unter dem Motto «Analyse ist die beste Polemik» und «Zensur verfeinert den Stil» mit einer strengen Sachlichkeit und Unparteilichkeit vielen Menschen in Deutschland und den besetzten Gebieten Trost und Hoffnung zu spenden.
Wegen seiner klaren Haltung gegenüber dem Nationalsozialismus, in der er allerdings negative Vorkommnisse in Deutschland und den Holocaust nicht thematisieren durfte, forderte die deutsche Regierung den Schweizer Bundesrat mehrmals auf, von Salis zu ersetzen. Sein Wunsch, in die Redaktion der freisinnigen NZZ einzutreten, zerschlug sich und hing mit der zeitweise kritischeren Haltung der NZZ gegenüber dem NS-Regime zusammen.
Von 1952 bis 1964 war er Präsident der Stiftung Pro Helvetia, die 1939 als Organisation zur Förderung der Geistigen Landesverteidigung gegründet worden war.
Er war verheiratet mit Elisabeth Huber und hatte einen Sohn, den Arzt Thomas von Salis. Lange wohnte er auf Schloss Brunegg, das heute sein Sohn bewohnt. Er war – bis zu dessen Tod – ein enger Freund und Vertrauter des Kulturphilosophen Jean Gebser. Sein Cousin war der Komponist, Maler und Publizist Peter Mieg.
Seinen Nachlass vermachte er durch testamentarische Verfügung dem Schweizerischen Literaturarchiv.

## Auszeichnungen
Jean Rudolf von Salis erhielt den Literaturpreis der Stadt Bern, den Aargauer Literaturpreis, die Friedrich-von-Schiller-Medaille, den Kulturpreis der Stadt Zürich und denjenigen des Kantons Graubünden, den Preis der Académie française und das Grosse Silberne Ehrenzeichen für Verdienste um die Republik Österreich. Er war Offizier der Französischen Ehrenlegion, trug das Grosse Verdienstkreuz mit Stern der Bundesrepublik Deutschland und war Ehrendoktor der Universitäten Genf, Wien, Hamburg und Lausanne.

## Schriften
- Jean Charles Léonard Simonde de Sismondi: Lettres et documents inédits: suivis d’une liste des sources et d’une bibliographie. Dissertation an der Universität Paris 1932, OCLC 493551115.
- Rainer Maria Rilkes Schweizer Jahre. Geschrieben zum 10. Jahrestag seines Todes am 29. Dezember 1936. Huber, Frauenfeld / Leipzig 1936, DNB 362218463.
- Die Einigung Europas: Sammlung von Aussprüchen und Dokumenten zur Versöhnung und Organisation Europas aus eineinhalb Jahrhunderten. Ausgewählt und eingeleitet von Elisabeth Rotten, mit einem Geleitwort von J. R. von Salis. Haus der Bücher, Basel 1942, DNB 993166148.
- Weltgeschichte der neuesten Zeit. 3 Bände, Zürich 1951–60; 6-bändige Neuausgabe: Orell Füssli, Zürich 1980, ISBN 3-280-01154-X.
- Im Laufe der Jahre. Zürich 1962.
- Weltchronik 1939–1945. Radiokommentare während des 2. Weltkrieges, 1964.
- Schwierige Schweiz. Beiträge zu einigen Gegenwartsfragen, Zürich 1968 (Sammlung von Reden und Essays).
- Geschichte und Politik. Zürich 1971.
- Worte über die Schweiz. Schallplatte 33/min, Stereo, 30 cm. Ausschnitte aus Werken von Walter Matthias Diggelmann, Walter Vogt, Erica Pedretti, J. R. von Salis, Ernst Eggimann, Sergius Golowin, Ernst Kappeler, Katharina von Arx, Beat Jäggi, Musik: Six Trutt. Atelier Walter, Derendingen 1975, DNB 100802953X.
- Grenzüberschreitungen. Lebensbericht, 2 Bände, Zürich 1975/78.
- Notizen eines Müssiggängers. Zürich 1983.
- Innen und Aussen. Notizen 1984–1986. Zürich 1987.
- Kriege und Frieden in Europa. Politische Schriften und Reden 1939–1988. Orell Füssli, Zürich / Wiesbaden 1989, ISBN 3-280-01921-4.
- Letzte Aufzeichnungen. Ammann, Zürich 1996, ISBN 3-250-10357-8.
- Jean Gebser: Eine Freundschaft. Der Briefwechsel mit Jean-Rudolf von Salis, Essays und Vorlesungen. Zürich 2022,  ISBN 978-3-0340-1687-2.